# Титон (Ајдахо)
Титон (енгл. Teton) град је у америчкој савезној држави Ајдахо.

## Демографија
По попису из 2010. године број становника је 735, што је 166 (29,2%) становника више него 2000. године.
| Група             | 2000.       | 2010.       |
| Белци             | 472 (83,0%) | 548 (74,6%) |
| Афроамериканци    | 1 (0,2%)    | 5 (0,7%)    |
| Азијати           | 1 (0,2%)    | 2 (0,3%)    |
| Хиспаноамериканци | 84 (14,8%)  | 163 (22,2%) |
| Укупно            | 569         | 735         |